# Heterochelus alienus
Heterochelus alienus är en skalbaggsart som beskrevs av Kulzer 1960. Heterochelus alienus ingår i släktet Heterochelus och familjen Melolonthidae. Inga underarter finns listade i Catalogue of Life.